# جيمي غاريسون
جيمي غاريسون (بالإنجليزية: Jimmy Garrison)‏ هو موسيقي أمريكي، ولد في 3 مارس 1934 في أميريكوس في الولايات المتحدة، وتوفي في 7 أبريل 1976 في نيويورك في الولايات المتحدة بسبب سرطان الرئة.

## وصلات خارجية
- الموقع الرسمي
- جيمي غاريسون على موقع ميوزك برينز (الإنجليزية)
- جيمي غاريسون على موقع أول ميوزيك (الإنجليزية)
- جيمي غاريسون على موقع ديسكوغز (الإنجليزية)